# Camponotus elevatus
Camponotus elevatus é uma espécie de inseto do gênero Camponotus, pertencente à família Formicidae.